# 아시안 하이웨이 3호선
아시안 하이웨이 3호선(Asian Highway 3,)은 러시아 부랴트 공화국의 수도인 올란우데를 기점으로 하여 몽골의 수도인 올란바타르를 거쳐 중화인민공화국의 수도인 베이징과 그 인접항구 톈진, 대표항구 상하이와 내륙의 충칭까지 중국의 모든 직할시를 다 지나 라오스, 태국까지 경유하고 미얀마의 켄퉁을 종점으로 하는 총 연장 7,331km의 아시안 하이웨이 본선이다.

## 경유지
- 러시아 - 몽골 - 중화인민공화국 - 라오스 - 태국 - 미얀마

## 비고
중화인민공화국 관통 구간 중에서 톈진항과 상하이시를 이어주는 육로 구간의 개설 계획도 역시 설정되지 못하고 있는 상태인 것으로 드러나고 있다.

## 같이 보기
- 쿤밍 방콕 고속도로